# Eileen Edwards
Eileen Winifred Edwards, angleška atletinja, * 31. marec 1903, London, Anglija, Združeno kraljestvo, † 1988.
Ni nastopila na poletnih olimpijskih igrah. Na svetovnih ženskih igrah je leta 1926 osvojila zlati medalji v teku na 250 m in v štafeti 4x110 jardov. V letih 1924, 1926 in 1927 je trikrat zapored postavila svetovni rekord v teku na 200 m, ki ga je držala do leta 1933, 29. avgusta 1926 je z britansko štafeto postavila še svetovni rekord v štafeti 4x100 m.